# Ариадна (художественная галерея)
Ариадна — первая независимая художественная галерея Ленинграда.

## История возникновения галереи
Галерея «Ариадна» была основана в 1986 году и официально зарегистрирована в мае 1988 года в качестве кооператива. Галерея возникла как кооператив, сразу после принятия закона о кооперативной деятельности. Основателями и руководителями организации являлись ее директор Татьяна Куликова, Вероника Хаэт и Ирина Дериш. Инесса Виноградова занимала должность искусствоведа галереи, и, поскольку, была лично знакома со многими художниками,то активно привлекла их к сотрудничеству. Свою первую официальную выставку галерея организовала в 1988 году в магазине «Плакат» на Лермонтовском проспекте, но в день открытия это мероприятие было пресечено Ленинградским управлением культуры. Другая выставка, устроенная в этом же году в расселенной квартире дома на улице Желябова (ныне Большая Конюшенная) рядом с ДЛТ, также была прекращена властями вскоре после ее открытия.

## Выставочная деятельность
В начале 1989 года галерея организовала первую  в СССР  широкомасштабную общегородскую выставку под названием «От неофициального искусства – к перестройке». Она проходила в выставочном комплексе «Ленэкспо» в Гавани. На этой выставке были представлены произведения более двухсот художников. По окончании выставки состоялся первый на постсоветском пространстве реальный аукцион картин, представленных на выставке. Многие картины были приобретены Русским музеем, значительную часть экспозиции раскупили иностранные и отечественные коллекционеры живописи.
Летом 1989 был организован ряд небольших выставок, например в музее Ахматовой. А также в других городах, например, в Киеве.
В декабре 1989 года, благодаря организационной деятельности «Ариадны», в музее газеты «Правда» состоялась выставка «100 картин в защиту Олега Григорьева», преследуемого ленинградского поэта.
С 17 февраля по 15 марта 1990 года галерея «Ариадна» провела «I Биеннале новейшего искусства» в выставочном комплексе «Ленэкспо» на пр. Просвещения, в которой участвовали более двухсот художников из России, Грузии, Армении и Латвии. В этом же году в «Новом Пассаже» на Литейном проспекте под ее эгидой состоялась выставка «Памяти Ван Гога».
В октябре 1990 года «Ариадна» участвовала в первом московском фестивале галерей «ART ONE MIF», а в ноябре – в «Фестивале ленинградских галерей» в Центральном выставочном зале «Манеж».
Выставка «II Биеннале новейшего искусства» была организована «Ариадной» в выставочном комплексе «Ленэкспо» в Гавани. Она проходила с 25 апреля по 3 мая 1992 года, в проекте участвовали около двухсот художников, представивших в экспозиции более семисот своих работ.

## Окончание деятельности галереи
Выставочная деятельность галереи «Ариадна» во второй половине 80-х и начале 90-х дала возможность экспонировать и продавать свои картины художникам-нонконформистам практически всех групп и творческих объединений ленинградского андеграунда. На ее выставках были представлены Арефьевский круг, ТЭИИ, «Новые художники», «Старый город», «Митьки», «Эрмитаж», «Остров», «Крепость», «Боевые слоны», «Новые передвижники», «Свои» и молодые художники группы "Звери" и др. Кроме того, в эти годы галерея устраивала также выставки и за рубежом.
В 1996 году галерея «Ариадна», оставившая заметный след в истории искусства Санкт-Петербурга, завершила свою деятельность.